# Statutory List of Buildings of Special Architectural or Historic Interest
Als Statutory List of Buildings of Special Architectural or Historic Interest werden amtliche Denkmallisten im Vereinigten Königreich bezeichnet. Je nach Region sind gesetzliche Grundlage, zuständige Organisation und Klassifizierung verschieden.

## England und Wales
Gesetzliche Grundlage für den Denkmalschutz ist der Planning (Listed Buildings and Conservation Areas) Act 1990. In England ist Historic England (bis 2015 English Heritage) für die Betreuung der Liste National Heritage List for England verantwortlich, die Aufnahme in die Liste geschieht durch Beschluss des zuständigen Ministers. In Wales führt Cadw die Liste. Die Klassifizierung geschieht nach folgendem Schema:
Grade IBauwerke von außerordentlicher, teilweise internationaler Bedeutung. (englisch Grade I buildings are of exceptional interest, sometimes considered to be internationally important.)
Grade II*Besonders bedeutende Bauwerke von allgemeinem Interesse. (engl. Grade II* buildings are particularly important buildings of more than special interest.)
Grade IIBauwerke von nationaler Bedeutung und speziellem Interesse. (engl. Grade II buildings are nationally important and of special interest.)
In England sind 2,5 % der Bauwerke auf der Statutory List als Grade I, 5,5 % als Grade II* und die übrigen 92 % als Grade II eingestuft.

## Schottland
Gesetzliche Grundlage ist der Planning (Listed Buildings and Conservation Areas) (Scotland) Act 1997. Die Denkmalliste wird von Historic Environment Scotland gepflegt und unterscheidet die folgenden Kategorien:
Kategorie ABauwerke von nationaler oder internationaler Bedeutung auf Grund ihrer Architektur oder Geschichte oder schöne und wenig veränderte Beispiele für eine spezielle Periode, Stil oder Gebäudeart. (engl. Buildings of national or international importance, either architectural or historic, or fine little-altered examples of some particular period, style or building type.)
Kategorie BBauwerke von regionaler oder mehr als lokaler Bedeutung oder wichtige Beispiele für eine spezielle Periode, Baustil oder Gebäudeart, auch wenn sie verändert worden sind. (engl. Buildings of regional or more than local importance, or major examples of some particular period, style or building type which may have been altered.)
Kategorie CBauwerke von lokaler Bedeutung, weniger wertvolle Beispiele beliebiger Perioden, Stile oder Bautypen, original erhalten oder nur geringfügig verändert; und einfache traditionelle Gebäude, die sich gut in ein Ensemble mit anderen Bauwerken der Kategorien A und B einfügen. (engl. Buildings of local importance, lesser examples of any period, style, or building type, as originally constructed or moderately altered; and simple traditional buildings which group well with others in categories A and B.)
Ungefähr 8 % aller denkmalgeschützten Bauwerke in Schottland sind in der Kategorie A eingestuft, ungefähr 50 % in der Kategorie B und die übrigen etwa 42 % in der Kategorie C.

## Nordirland
Gesetzliche Grundlage ist The Planning (Northern Ireland) Order 1991. Die Denkmalliste wird von der Northern Ireland Environment Agency aufgestellt und klassifiziert die Bauwerke folgendermaßen:
Grade ABauwerke von nationaler Bedeutung, darunter sowohl herausragende große Gebäude als auch gute kleinere, wenig veränderte Beispiele für einen wichtigen Stil oder eine Epoche. (engl. Buildings of national importance including both outstanding grand buildings and the fine, little altered example of some important style or date.)
Grade B+Bauwerke, die nur wegen vergleichsweise geringer Mängel wie Schwächen im Entwurf oder Zusätzen bzw. Veränderungen minderer Qualität nicht als Grade A eingestuft werden können. Außerdem Bauwerke, die auf Grund ihrer außergewöhnlichen Inneneinrichtung oder anderer Eigenschaften über der breiten Masse der Grade-B-Bauwerke stehen. (engl. Buildings that might have merited A status but for relatively minor detracting features such as impurities of design, or lower quality additions or alterations. Also buildings that stand out above the general mass of grade B1 buildings because of exceptional interiors or some other features.)
Grade B1 und Grade B2Bauwerke von lokaler Bedeutung oder gute Beispiele für eine bestimmte Epoche oder einen Baustil. Ein gewisses Maß an Veränderung oder Unvollkommenheit ist akzeptabel. (engl. Buildings of local importance or good examples of some period of style. Some degree of alteration or imperfection may be acceptable.)